# Vasilică Cristocea
Vasilică Cristocea (* 27. September 1980 in Hârșova) ist ein rumänischer ehemaliger Fußballspieler.

## Karriere
Cristocea kam im Jahr 1999 in die erste Mannschaft von Farul Constanța, die seinerzeit in der Divizia A spielte. Schon in seiner ersten Spielzeit kam er regelmäßig zum Einsatz. Am Ende der Saison 1999/2000 musste er in die Divizia B absteigen. Dort blieb der dem Klub treu und schaffte den sofortigen Wiederaufstieg. In der Divizia A konnte er die folgenden Spielzeiten mit Farul im gesicherten Mittelfeld beenden. Anfang 2006 verpflichtete ihn Rekordmeister Steaua Bukarest, mit dem er schon im ersten Jahr die Meisterschaft 2006 gewinnen konnte. Nach 24 Einsätzen in der Saison 2006/07 kam er in der darauf folgenden Spielzeit seltener zum Einsatz und wurde Anfang 2008 an Ceahlăul Piatra Neamț ausgeliehen. Nach seiner Rückkehr im Sommer 2008 bestritt er kein weiteres Spiel mehr für Steaua. Im Februar 2009 wurde sein Vertrag aufgelöst.
Im Sommer 2009 kehrte Cristocea zu Farul zurück, das mittlerweile wieder in der Liga II spielte. Im Sommer 2010 schloss er sich dem ambitionierten Lokalrivalen FC Viitorul Constanța, mit dem er nach der Spielzeit 2011/12 in die Liga 1 zurückkehrte. Im Sommer 2013 heuerte Cristocea bei Universitatea Cluj. Dort musste er am Ende der Saison 2014/15 den Gang in die Liga II antreten. Anschließend schloss er sich abermals Farul an.

## Erfolge
- Rumänischer Meister: 2006